# Série numismática Recursos Naturais do Peru
O Banco Central de Reserva do Peru a fim de destacar a riqueza natural do país e promover a cultura numismática, emitiu em julho de 2013 uma coleção chamada "Recursos Naturais do Peru", que consistia em três moedas com a denominação de 1 Novo sol que representam os recursos que o Peru exporta:
- A anchova
- O cacau
- A quinoa

Esta série de moedas, é feita de alpaca, mostrando as bordas caneladas. Seu peso unitário é de 7,32 gr. e têm um diâmetro de 25,5 mm. Como as moedas da Série numismática Riqueza e Orgulho do Peru, elas têm curso legal em todo o país.

## Moedas da série
| Reverso | Anverso | Emissão             | Motivo    |
| ------- | ------- | ------------------- | --------- |
|         |         | 24 de julho de 2013 | A anchova |
|         |         | 24 de julho de 2013 | O cacau   |
|         |         | 24 de julho de 2013 | A quinoa  |